# Fernando Pitt Freestyle
Fernando Pitt Thomaz Oliveira de Carvalho, mais conhecido como Fernando Pitt, é um desportista brasileiro nascido em 21 de novembro de 1979, no Rio de Janeiro. Ele é reconhecido como um dos pioneiros do futebol freestyle no Brasil e representou o país em torneio internacional.
Com mais de uma década de experiência, Pitt atua como treinador de habilidades de futebol, trabalhando com jovens talentos, atletas profissionais, celebridades e ícones do esporte. Ele também exerce o papel de olheiro, identificando jovens com dons e habilidades excepcionais para o futebol, contribuindo para o desenvolvimento de novas estrelas no cenário esportivo.
Seu trabalho inclui coreografias técnicas para comerciais publicitários, consultoria em projetos esportivos e a criação de experiências marcantes no esporte. Como idealizador da Competição Futebol Extremo, um formato inovador de futsal 3x3 com ênfase em dribles, criatividade e estratégia, Fernando busca expandir o futebol freestyle como um espetáculo de entretenimento que proporciona visibilidade para patrocinadores e uma experiência dinâmica para o público.
Reconhecido por sua dedicação ao esporte, Pitt combina sua paixão pelo futebol com visão estratégica, promovendo talentos e transformando eventos esportivos em plataformas de inspiração e sucesso.
Seu legado no mundo do futebol freestyle é relevante e inspira a pratica da modalidade no Brasil.

1. ↑  «Brasileiro é bronze em torneio de freestyle». Consultado em 14 de novembro de 2007
2. ↑  «Fantasías animadas de los malabaristas de la pelota» (em espanhol). Consultado em 14 de novembro de 2007
3. ↑  «Casa O GLOBO dá aula de freestyle e recebe Zico para bate-papo». Consultado em 11 de julho de 2014
4. ↑  «Armando de la Morena:La Copa interesa y queremos pasar» (em espanhol). Consultado em 5 de julho de 2017
5. ↑  «Bolt arrisca embaixadinhas com Fernando Pitt». Consultado em 29 de março de 2013